# Zoran Čutura
Zoran Čutura (Zagreb, 12. ožujka 1962.) hrvatski je košarkaš, bivši jugoslavenski reprezentativac.
Igrao je na položaju krila.
Igrao je koncem 80-ih i početkom 90-ih.
Bio je poznat po tome što je pogađao iz nemogućih situacija, po hvatanju "otpadaka" i što je pogađao kada drugima nije išlo.
Nosio je nadimak "Dečec".

## Igračka karijera
Karijeru je počeo u "Industromontaži" (Montingu). Uskoro je prešao u "Cibonu" za koju je igrao do ljeta 1991.

### Klupska karijera
- KK Industromontaža Zagreb
- KK Cibona Zagreb
- KK Split